# Бу! (филм из 1932)
Бу! (енгл. Boo!) је преткодовска америчка краткa хорор комедија из 1932. године, коју је написао Алберт ДеМонд и дистрибуирала компанија Universal Pictures. Бу! садржи исечке хорор филмова: Носферату – Симфонија ужаса (1922), Мачка пузи (1930) и Франкенштајн (1931), који их темељно исмевају.

## Радња
Филм почиње тако што човек (Мортон Лоури) чита роман Дракула. Наратор каже да они представљају сопствену формулу за јефтину забаву, ноћну мору. Кажу да једу прави јастог, а не онакав какав шаљу на конгрес, да пију млеко и да се опусте. Човек заспи. Додат текст да би ми преводилац дозволио да објавим.
Затим одлазе у подрум (уређен од Носфератуа) где се старатељ Хутер (Густав фон Вагенхајм) стара да сви духови буду закључани за ноћ. Види ковчег. Жели да пита како се зове и како се осећа. То је Дракула (гроф Орлок, ког глуми Макс Шрек). Домар покушава да оде, али се стално враћа. Не може да спава, па спава у висећој мрежи (сада измењено од стране Алберта Венохра). Видите Дракулу, па се чувар пење горе и враћа са секиром (сада уређено од Волфганга Хајнца) и разбија Дракулин ковчег. То боли Дракулу, због чега је устао. Затим одлази и види да ли је тако близу као што је мислио. Он је уплашен, а Дракула му сиса крв. Дракула затим одлази да спава 100 година, док Конгрес не учини нешто у вези са депресијом. Додат текст да би ми преводилац дозволио да објавим.
Затим иде у лабораторију (уређену од Франкенштајна) где доктор (Едвард Ван Слоун) ради нешто Чудовишту (Борис Карлоф). Чудовиште се буди и убија Доктора. Чудовиште се састаје са Дракулом и плаши га се. Додат текст да би ми преводилац дозволио да објавим.
Затим иде на Анабел Вест (Хелен Твелветреес) и могућност да ово постане пријатно. Али чудовиште је ту. Човек говори Хелен да она нема посла да буде у истој ноћној мори као Дракула. Дракула је иза њега и доводи га иза полице за књиге. Чудовиште проучава Дракулине методе. Хелен види типа који стално пада. Чудовиште се појављује, и Хелен пада у несвест. Додат текст да би ми преводилац дозволио да објавим.
Дракулин порез на доходак је доспео и морао је да добије нешто новца. Када је дошла ноћ, Хелен је одлучила да то назове даном. Дракула је украо Хеленине драгуље. Хелен је шкакљива по врату, пробудила се, вриснула и испричала једном младићу шта се догодило. Жели да види духа, али бива ухваћен и Дракула му исисава крв. Хелен се никада не може удати, јер када разговара са типом, Дракула га добије, тако да би била удовица сваких 15 минута. Дракула тада јури жену. Он је прерушен, али можете га препознати по четвртом прсту на левој нози. Чудовиште одлучује да јури Елизабет (Меј Кларк, која је глумила у Франкенштајну) која се спрема да се уда. Она је прво уплашена. Онда се претвара у „прати вођу“, па у „прстен око ружичастог“. Њена вереница би мислила да је луда. Она каже Монструму да не може више да игра јер мора да се уда. Додат текст да би ми преводилац дозволио да објавим.
Чудовиште је сломљеног срца, нико га се не плаши. По цео дан мора да седи, јер када устане, ноге му додирују под. Онда нешто види и устане. Шта је то? Зашто је то наш пријатељ са јастогом и млеком, а он је на лустеру. А морал приче је да можете да помужете краву, али јастог је веома голицав. Додат текст да би ми преводилац дозволио да објавим.

## Продукција
У филму се појављује глумац Мортон Лоури у некредитованој улози човека који је уплашен читао Дракулу и касније се савијао у лустеру.
Остатак снимака је преузет из других филмова, као што су Макс Шрек и Густав фон Вангенхајм из Носферату (1922), Борис Карлоф, Меј Кларк, Едвард Ван Слоун из Франкенштајна (1931) и Хелен Твелветрис, Лоренс Грент, Рејмонд Хекет из Мачка пузи (1930).

## Пријем
Из савремених критика, Motion Pictures Daily је изјавио да филм „производи мало хвале вредне забаве“ јер је „превише неповезан и нестручно урађен да би постигао своју сврху“. Variety је изјавио да ће кратки филм „забавити својом вредношћу новости сам."